# Khalid ibn Khalifa ibn Abdul Aziz Al Thani
Khalid bin Khalifa Abdulaziz Thani (Doha, 1968) é um político do Catar (ou Qatar), ocupou o cargo de Primeiro-ministro do Catar e também de Ministro do Interior. Ele assumiu após a renúncia do Sheikh Abdullah bin Nasser bin Khalifa Al Thani.

## Biografia
Sheikh Khalid nasceu em Doha, em 1968. Ele estudou em Doha, depois nos EUA, onde concluiu seu bacharelado em Administração de Empresas em 1993.
Antes de ser Primeiro Ministro, o Sheikh Khalid bin Khalifa bin Abdulaziz Al Thani foi o Chefe do Amiri Diwan, desde 11 de novembro de 2014 até janeiro de 2020, e atuou como Diretor do gabinete de The Amir.
No início de sua carreira, ele trabalhou na Qatar Liquefied Gas Company Limited até 2002. Posteriormente, atuou no Gabinete do Primeiro Vice-Primeiro-Ministro e Ministro das Relações Exteriores, entre 2002 e 2006. Em março de 2006, ingressou no Amiri Diwan  e trabalhou no Escritório do Herdeiro Aparente.
Foi nomeado Diretor do Gabinete do Secretário Privado do Herdeiro Aparente em 11 de julho de 2006, até ser nomeado Diretor do Gabinete, em 9 de janeiro de 2007. Sheikh Khalid também faz parte do conselho do Fundo de Apoio a Atividades Sociais e Esportivas (Daam).